# Oreophantes recurvatus
Oreophantes recurvatus (Emerton, 1913) è un ragno appartenente alla famiglia Linyphiidae.
È l'unica specie nota del genere Oreophantes.

## Distribuzione
La specie è stata rinvenuta negli USA e in Canada.

## Tassonomia
Per la determinazione delle caratteristiche della specie tipo sono tenute in considerazione le analisi sugli esemplari di Oreonetides recurvatus Emerton, 1913.
Dal 2009 non sono stati esaminati altri esemplari, né sono state descritte sottospecie al 2012.

### Sinonimi del genere
- Oreophantes kokoko (Ivie, 1966), trasferita dal genere Troglohyphantes Joseph, 1881 e posta in sinonimia con O. recurvatus (Emerton, 1913) a seguito di un lavoro di van Helsdingen (1973b) sotto la denominazione Oreonetides[2].